# Catherine Afeku
Catherine Ablema Afeku (sinh ngày 27 tháng 6 năm 1967) là một chính trị gia Ghana. Bà là thành viên của Đảng Yêu nước mới và là thành viên của Nghị viện bầu cử Evalue Gwira ở khu vực phía Tây. Bà là một bộ trưởng nội các trong chính quyền của bà Nana Akuffo-Addo và từng giữ chức Bộ trưởng Bộ Du lịch Ghana từ tháng 2 năm 2017 đến tháng 2 năm 2019.
Bà đã được cải tổ từ Bộ Du lịch sang Tổng thống Cộng hòa Ghana vào ngày 28 tháng 2 năm 2019. Bà hiện là Bộ trưởng Nhà nước tại Văn phòng Tổng thống, được giao cho Văn phòng Bộ trưởng.

## Tuổi thơ và giáo dục
bà được sinh ra tại A xấp xỉ ở khu vực phía Tây. Bà có bằng Thạc sĩ Quản trị Kinh doanh của Trường Quản lý Keller tốt nghiệp của Đại học DeVry ở Atlanta, Georgia vào năm 2000.

## Cuộc sống làm việc
Afeku đã làm việc với Ngân hàng Thế giới và Stico Dầu khí ở Kenya, nơi bà làm cố vấn phát triển kinh doanh. bà cũng được tuyển dụng tại Trường ngôn ngữ Inlingua ở Brescia, Ý. Đầu những năm 2000, bà trở thành người phát ngôn của Chính phủ Ghana về cơ sở hạ tầng trong chính quyền John Agyekum Kufour.

## Sự nghiệp chính trị
Afeku tham gia chính trường Ghana vào đầu những năm 2000 trong nhiệm kỳ tổng thống của John Agyekum Kufuor. bà là người phát ngôn của chính phủ về cơ sở hạ tầng. Bà đã tham gia cuộc tổng tuyển cử năm 2008 cho khu vực bầu cử Evalue Gwira. bà đã đánh bại đương nhiệm, Kojo Armah của Đảng Nhân dân Công ước, bằng cách giành được 11.671 phiếu bầu. Trong Quốc hội thứ năm của Cộng hòa Ghana thứ 4, bà là thành viên đầu tiên của Ủy ban Giao thông và Đường bộ và sau đó là phó thành viên xếp hạng của Ủy ban Truyền thông. Sau đó, bà trở thành thành viên của Ủy ban Kinh doanh của Quốc hội. Bà đã mất quyền bầu cử lại cho quốc hội trong cuộc tổng tuyển cử năm 2008. Bà một lần nữa tranh cử ghế của khu vực bầu cử trong cuộc bầu cử Quốc hội năm 2016, nơi bà đã đánh bại đương kim, Kweku Tanikyi Kesse của Quốc hội Dân chủ Quốc gia, nhận được 11.641 phiếu trong tổng số 20.179 phiếu bầu, chiếm 57,7% tổng số phiếu bầu.

### Bộ trưởng bộ du lịch
Vào tháng 1 năm 2017, Tổng thống Akuffo-Addo đã đề cử Afeku cho vị trí Bộ trưởng Bộ Du lịch. Với tư cách là bộ trưởng du lịch, bà đã bắt đầu một số chuyến đi để tiếp thị các điểm du lịch và tiềm năng du lịch của đất nước.
Vào tháng 3 năm 2017, bà đã đi đến Cộng hòa Nhân dân Trung Hoa, nơi bà đã tổ chức các cuộc họp với các nhà đầu tư và triển lãm để giới thiệu các địa điểm du lịch và nghệ thuật và văn hóa của Ghana.
Afeku được bổ nhiệm làm Chủ tịch Tổ công tác Lãnh đạo của Tổ chức Du lịch Thế giới Liên Hợp Quốc (UNWTO). Điều này đã được công bố vào ngày 25 tháng 1 năm 2018.

### Tranh cãi
Trước khi được Ủy ban bổ nhiệm của Quốc hội xem xét, các báo cáo đã nổi lên rằng Catherine và chồng bà là bị cáo trong một vụ án dân sự vi phạm hợp đồng vào năm 2007  Các báo cáo cho thấy Afekus đã được chỉ đạo bởi Tòa án cấp cao Accra để trả $ 217,464,00 cộng với 50% tiền lãi cho một cặp vợ chồng người Mỹ, Patricia và Bill Gick, sau khi các cáo buộc gian lận đã được đưa ra để chống lại họ. Catherine và chồng bà đã không tôn trọng các hướng dẫn của tòa án. Một nhóm áp lực tự gọi mình là Chân lý và Quản trị có trách nhiệm đã yêu cầu Tổng thống Akuffo-Addo loại bỏ bà khỏi vị trí bộ trưởng. Khi được ủy ban thăm dò, Afeku cho biết rằng thanh toán đã không được thực hiện vì đơn kháng cáo được nộp vào năm 2013 vẫn chưa được xét xử; do đó, bà không thể đánh giá sự phán xét.
Cuộc kiểm tra của bà bởi Ủy ban Nghị viện được tổ chức vào ngày 6 tháng 2 năm 2017. Trong quá trình kiểm tra, các thành viên của nhóm thiểu số lập luận rằng không nên chấp thuận vì bà đã không thực hiện Dịch vụ Quốc gia bắt buộc một năm. Sự bảo vệ của bà vì không tôn trọng nghĩa vụ hiến pháp của mình là do bà ở Nairobi, Kenya, với cha mẹ vào thời gian quy định. Đề cử của bà đã được phê duyệt vào ngày 11 tháng 2 năm 2017 sau khi bà trình cho Ủy ban bổ nhiệm một lá thư từ bỏ do Ban thư ký dịch vụ quốc gia đưa cho cô. Sự chấp thuận là do sự đồng thuận.

### Bộ trưởng nội các
Vào tháng 5 năm 2017, Tổng thống Akufo-Addo đã đặt tên cho Afeku là một trong 19 bộ trưởng sẽ thành lập nội các của mình. Tên của 19 bộ trưởng đã được đệ trình lên Quốc hội Ghana và được Chủ tịch Hạ viện, Rt.Hon. Giáo sư Mike Ocquaye. Là một bộ trưởng nội các, Afeku là một phần của vòng tròn nội bộ của tổng thống và là để hỗ trợ cho các hoạt động ra quyết định quan trọng trong nước.

## Cuộc sống cá nhân
Catherine kết hôn với Seth Afeku, người có ba đứa con. Bà ấy là người theo đạo Thiên chúa và là thành viên của Giáo hội Công giáo, Ghana.